# 129092 Snowdonia
129092 Snowdonia è un asteroide della fascia principale. Scoperto nel 2004, presenta un'orbita caratterizzata da un semiasse maggiore pari a 3,0064514 UA e da un'eccentricità di 0,0719486, inclinata di 11,89139° rispetto all'eclittica.
L'asteroide è dedicato all'omonima regione del nord del Galles.